# Malporus
Malporus is een geslacht van kevers van de familie snoerhalskevers (Anthicidae).

## Soorten
- M. cinctus (Say, 1823)
- M. formicarius (LaFerté-Senéctère, 1848)
- M. properus Casey, 1895
- M. werneri Chandler, 1997